# وونغ كام بو
وونغ كام بو (بالصينية: 黃金寶) مواليد 13 مارس 1973 في هونغ كونغ، هو دراج هونغ كونغي. شارك في دورة الألعاب الأولمبية الصيفية.

## الميداليات
| الميدالية | المسابقة                   |
| --------- | -------------------------- |
| برونزية   | دورة الألعاب الآسيوية 2002 |
| فضية      | دورة الألعاب الآسيوية 2010 |
| ذهبية     | دورة الألعاب الآسيوية 1998 |
| ذهبية     | دورة الألعاب الآسيوية 2006 |
| ذهبية     | دورة الألعاب الآسيوية 2010 |
| برونزية   | دورة الألعاب الآسيوية 2002 |

## روابط خارجية
- وونغ كام بو على موقع الاتحاد الدولي للدراجات (الإنجليزية)
- وونغ كام بو على موقع أرشيف الدراجات (الإنجليزية)
- وونغ كام بو على موقع إحصائيات الدراجات الإحترافية (الإنجليزية)
- وونغ كام بو على موقع نسبة الدراجات (الإنجليزية)
- وونغ كام بو على موقع أوليمبيديا (الإنجليزية)
- وونغ كام بو على موقع اللجنة الأولمبية الصينية (الإنجليزية)
- وونغ كام بو على موقع اتحاد ألعاب الكومنولث (مؤرشف) (الإنجليزية)
- Profile